# Dirka po Španiji 2011
Dirka po Španiji 2011 (špansko Vuelta a España 2011) je 66. izvedba dirke po Španiji, tritedenske moške cestne kolesarske etapne dirke. Začela se je 20. avgusta v Benidormu in končala 11. septembra v Madridu. Sodelovalo je 198 kolesarjev iz 22-ih ekip. Rdečo majico je prvič osvojil Chris Froome, drugo mesto Bradley Wiggins (oba Team Sky), tretje pa Bauke Mollema (Rabobank). Zeleno majico je osvojil Bauke Mollema, pikčasto majico je osvojil David Moncoutié (Cofidis), belo majico pa Chris Froome. Na dirki je prvotno zmagal Juan José Cobo, toda junija 2019 mu je Mednarodna kolesarska zveza odvzela zmago zaradi kršitve protidopinških pravil.

## Ekipe
UCI ProTeams
- Ag2r-La Mondiale
- Astana
- BMC Racing Team
- Euskaltel-Euskadi
- Garmin–Cervélo
- HTC–Highroad
- Team Katusha
- Lampre-ISD
- Leopard Trek
- Liquigas-Cannondale
- Movistar Team
- Omega Pharma–Lotto
- Quick-Step
- Rabobank
- Team RadioShack
- Saxo Bank–SunGard
- Team Sky
- Vacansoleil-DCM

UCI Professional Continental teams
- Andalucía–Caja Granada
- Cofidis
- Geox–TMC
- Skil-Shimano

## Etape
| Etapa | Datum         | Štart/Cilj                                        | Razdalja    | Tip                   | Tip                    | Zmagovalec                              |             |
| ----- | ------------- | ------------------------------------------------- | ----------- | --------------------- | ---------------------- | --------------------------------------- | ----------- |
| 1     | 20. avgust    | Benidorm                                          | 13,5 km     | Team time trial       | ekipni kronometer      | Leopard Trek                            |             |
| 2     | 21. avgust    | La Nucía – Playas de Orihuela                     | 175,5 km    |                       | ravninska etapa        | Christopher Sutton (AUS)                |             |
| 3     | 22. avgust    | Petrer – Totana                                   | 163 km      |                       | ravninska etapa        | Pablo Lastras (ESP)                     |             |
| 4     | 23. avgust    | Baza – Sierra Nevada                              | 170,2 km    |                       | gorska etapa           | Daniel Moreno (ESP)                     |             |
| 5     | 24. avgust    | Sierra Nevada – Valdepeñas de Jaén                | 187 km      |                       | hribovito-gorska etapa | Joaquim Rodríguez (ESP)                 |             |
| 6     | 25. avgust    | Úbeda – Córdoba                                   | 196,8 km    |                       | hribovito-gorska etapa | Peter Sagan (SVK)                       |             |
| 7     | 26. avgust    | Almadén – Talavera de la Reina                    | 187,6 km    |                       | ravninska etapa        | Marcel Kittel (GER)                     |             |
| 8     | 27. avgust    | Talavera de la Reina – San Lorenzo de El Escorial | 177,3 km    |                       | hribovito-gorska etapa | Joaquim Rodríguez (ESP)                 |             |
| 9     | 28. avgust    | Villacastín – Sierra de Bejar. La Covatilla       | 183 km      |                       | gorska etapa           | Dan Martin (IRL)                        |             |
| 10    | 29. avgust    | Salamanca                                         | 47 km       | Individual time trial | posamični kronometer   | Tony Martin (GER)                       |             |
|       | 30. avgust    | dan počitka                                       | dan počitka | dan počitka           | dan počitka            | dan počitka                             | dan počitka |
| 11    | 31. avgust    | Verín – Estación de Esquí Manzaneda               | 167 km      |                       | gorska etapa           | David Moncoutié (FRA)                   |             |
| 12    | 1. september  | Ponteareas – Pontevedra                           | 167,3 km    |                       | ravninska etapa        | Peter Sagan (SVK)                       |             |
| 13    | 2. september  | Sarria – Ponferrada                               | 158,2 km    |                       | gorska etapa           | Michael Albasini (SUI)                  |             |
| 14    | 3. september  | Astorga – La Farrapona. Lagos de Somiedo          | 172,8 km    |                       | gorska etapa           | Rein Taaramäe (EST)                     |             |
| 15    | 4. september  | Avilés – Angliru                                  | 142,2 km    |                       | gorska etapa           | Juan José Cobo (ESP) · Wout Poels (NED) |             |
|       | 5. september  | dan počitka                                       | dan počitka | dan počitka           | dan počitka            | dan počitka                             | dan počitka |
| 16    | 6. september  | Villa Romana La Olmeda (Palencia) – Haro          | 188,1 km    |                       | ravninska etapa        | Juan José Haedo (ARG)                   |             |
| 17    | 7. september  | Faustino V (Oyón) – Peña Cabarga                  | 211 km      |                       | gorska etapa           | Chris Froome (GBR)                      |             |
| 18    | 8. september  | Solares – Noja                                    | 174,6 km    |                       | hribovito-gorska etapa | Francesco Gavazzi (ITA)                 |             |
| 19    | 9. september  | Noja – Bilbao                                     | 158,5 km    |                       | hribovito-gorska etapa | Igor Antón (ESP)                        |             |
| 20    | 10. september | Bilbao – Vitoria-Gasteiz                          | 185 km      |                       | hribovito-gorska etapa | Daniele Bennati (ITA)                   |             |
| 21    | 11. september | Circuito del Jarama – Madrid                      | 94,2 km     |                       | ravninska etapa        | Peter Sagan (SVK)                       |             |
|       | Skupaj        | Skupaj                                            | 3319,8 km   | 3319,8 km             | 3319,8 km              | 3319,8 km                               | 3319,8 km   |

## Razvrstitev po klasifikacijah
| Etapa | Zmagovalec                | Rdeča majica ·              | Zelena majica ·    | Pikčasta majica · | Kombinacija ·               | Ekipno          | Borbenost           |
| ----- | ------------------------- | --------------------------- | ------------------ | ----------------- | --------------------------- | --------------- | ------------------- |
| 1     | Leopard Trek              | Jakob Fuglsang              | brez               | brez              | brez                        | Leopard Trek    | Fabian Cancellara   |
| 2     | Christopher Sutton        | Daniele Bennati             | Christopher Sutton | Paul Martens      | Jesús Rosendo               | Leopard Trek    | Adam Hansen         |
| 3     | Pablo Lastras             | Pablo Lastras               | Pablo Lastras      | Pablo Lastras     | Pablo Lastras               | Movistar Team   | Sylvain Chavanel    |
| 4     | Daniel Moreno             | Sylvain Chavanel            | Pablo Lastras      | Daniel Moreno     | Daniel Moreno               | Team RadioShack | Thomas Rohregger    |
| 5     | Joaquim Rodríguez         | Sylvain Chavanel            | Daniel Moreno      | Daniel Moreno     | Daniel Moreno               | Team RadioShack | Michael Albasini    |
| 6     | Peter Sagan               | Sylvain Chavanel            | Joaquim Rodríguez  | Daniel Moreno     | Daniel Moreno               | Team RadioShack | Martin Kohler       |
| 7     | Marcel Kittel             | Sylvain Chavanel            | Peter Sagan        | Daniel Moreno     | Daniel Moreno               | Team RadioShack | Luis Ángel Maté     |
| 8     | Joaquim Rodríguez         | Joaquim Rodríguez           | Joaquim Rodríguez  | Daniel Moreno     | Daniel Moreno               | Team RadioShack | Adrián Palomares    |
| 9     | Daniel Martin             | Bauke Mollema               | Joaquim Rodríguez  | Daniel Martin     | Bauke Mollema               | Geox–TMC        | Sebastian Lang      |
| 10    | Tony Martin               | Chris Froome                | Joaquim Rodríguez  | Daniel Martin     | Bauke Mollema               | Leopard Trek    | Tony Martin         |
| 11    | David Moncoutié           | Bradley Wiggins             | Joaquim Rodríguez  | Matteo Montaguti  | Bauke Mollema               | Team RadioShack | Adrián Palomares    |
| 12    | Peter Sagan               | Bradley Wiggins             | Joaquim Rodríguez  | Matteo Montaguti  | Bauke Mollema               | Team RadioShack | Adam Hansen         |
| 13    | Michael Albasini          | Bradley Wiggins             | Joaquim Rodríguez  | David Moncoutié   | Daniel Moreno               | Team RadioShack | Amets Txurruka      |
| 14    | Rein Taaramäe             | Bradley Wiggins             | Joaquim Rodríguez  | David Moncoutié   | Bauke Mollema               | Geox–TMC        | David de la Fuente  |
| 15    | Juan José Cobo Wout Poels | Juan José Cobo              | Joaquim Rodríguez  | David Moncoutié   | Juan José Cobo              | Geox–TMC        | Simon Geschke       |
| 16    | Juan José Haedo           | Juan José Cobo              | Joaquim Rodríguez  | David Moncoutié   | Juan José Cobo              | Geox–TMC        | Jesús Rosendo       |
| 17    | Chris Froome              | Juan José Cobo              | Bauke Mollema      | David Moncoutié   | Juan José Cobo              | Geox–TMC        | Johannes Fröhlinger |
| 18    | Francesco Gavazzi         | Juan José Cobo              | Joaquim Rodríguez  | David Moncoutié   | Juan José Cobo              | Geox–TMC        | Sérgio Paulinho     |
| 19    | Igor Antón                | Juan José Cobo              | Joaquim Rodríguez  | David Moncoutié   | Juan José Cobo              | Geox–TMC        | Igor Antón          |
| 20    | Daniele Bennati           | Juan José Cobo              | Joaquim Rodríguez  | David Moncoutié   | Juan José Cobo              | Geox–TMC        | Carlos Barredo      |
| 21    | Peter Sagan               | Juan José Cobo              | Bauke Mollema      | David Moncoutié   | Juan José Cobo              | Geox–TMC        | brez                |
| Final | Final                     | Juan José Cobo Chris Froome | Bauke Mollema      | David Moncoutié   | Juan José Cobo Chris Froome | Geox–TMC        | Adrián Palomares    |

## Končna razvrstitev
| Legenda | Legenda                                    | Legenda | Legenda                                           |
| ------- | ------------------------------------------ | ------- | ------------------------------------------------- |
|         | Predstavlja vodilnega v skupnem seštevku   |         | Predstavlja vodilnega po točkah                   |
|         | Predstavlja vodilnega v gorski razvrstitvi |         | Predstavlja vodilnega v kombinacijski razvrstitvi |

### Rdeča majica
| Poz. | Kolesar                     | Ekipa               | Čas      |
| ---- | --------------------------- | ------------------- | -------- |
| DSQ  | Juan José Cobo (ESP)        | Geox–TMC            | 84:59:31 |
| 1    | Chris Froome (GBR)          | Team Sky            | 84:59:44 |
| 2    | Bradley Wiggins (GBR)       | Team Sky            | + 1' 26" |
| 3    | Bauke Mollema (NED)         | Rabobank            | + 1' 50" |
| 4    | Denis Menčov (RUS)          | Geox–TMC            | + 3' 35" |
| 5    | Maxime Monfort (BEL)        | Leopard Trek        | + 4' 00" |
| 6    | Vincenzo Nibali (ITA)       | Liquigas-Cannondale | + 4' 18" |
| 7    | Jurgen Van den Broeck (BEL) | Omega Pharma–Lotto  | + 4' 32" |
| 8    | Daniel Moreno (ESP)         | Team Katusha        | + 5' 07" |
| 9    | Mikel Nieve (ESP)           | Euskaltel-Euskadi   | + 5' 20" |

### Zelena majica
| Poz. | Kolesar                 | Ekipa               | Točke |
| ---- | ----------------------- | ------------------- | ----- |
| 1    | Bauke Mollema (NED)     | Rabobank            | 122   |
| 2    | Joaquim Rodríguez (ESP) | Team Katusha        | 115   |
| 3    | Daniele Bennati (ITA)   | Leopard Trek        | 101   |
| 4    | Peter Sagan (SVK)       | Liquigas-Cannondale | 100   |
| DSQ  | Juan José Cobo (ESP)    | Geox–TMC            | 92    |
| 5    | Chris Froome (GBR)      | Team Sky            | 88    |
| 6    | Daniel Moreno (ESP)     | Team Katusha        | 83    |
| 7    | Wout Poels (NED)        | Vacansoleil-DCM     | 71    |
| 8    | Dan Martin (IRL)        | Garmin–Cervélo      | 70    |
| 9    | Bradley Wiggins (GBR)   | Team Sky            | 69    |

### Pikčasta majica
| Poz. | Kolesar                    | Ekipa             | Točke |
| ---- | -------------------------- | ----------------- | ----- |
| 1    | David Moncoutié (FRA)      | Cofidis           | 63    |
| 2    | Matteo Montaguti (ITA)     | Ag2r-La Mondiale  | 56    |
| DSQ  | Juan José Cobo (ESP)       | Geox–TMC          | 42    |
| 3    | Dan Martin (IRL)           | Garmin–Cervélo    | 33    |
| 4    | Daniel Moreno (ESP)        | Team Katusha      | 32    |
| 5    | David de la Fuente (ESP)   | Geox–TMC          | 24    |
| 6    | Nico Sijmens (BEL)         | Cofidis           | 22    |
| 7    | Chris Froome (GBR)         | Team Sky          | 21    |
| 8    | Chris Anker Sørensen (DEN) | Saxo Bank–SunGard | 20    |
| 9    | Koen de Kort (NED)         | Skil-Shimano      | 19    |

### Bela majica
| Poz. | Kolesar                    | Ekipa             | Čas |
| ---- | -------------------------- | ----------------- | --- |
| DSQ  | Juan José Cobo (ESP)       | Geox–TMC          | 9   |
| 1    | Chris Froome (GBR)         | Team Sky          | 16  |
| 2    | Bauke Mollema (NED)        | Rabobank          | 17  |
| 3    | Daniel Moreno (ESP)        | Team Katusha      | 21  |
| 4    | Dan Martin (IRL)           | Garmin–Cervélo    | 26  |
| 5    | Wout Poels (NED)           | Vacansoleil-DCM   | 38  |
| 6    | Bradley Wiggins (GBR)      | Team Sky          | 39  |
| 7    | Joaquim Rodríguez (ESP)    | Team Katusha      | 48  |
| 8    | Chris Anker Sørensen (DEN) | Saxo Bank–SunGard | 51  |
| 9    | Denis Menčov (RUS)         | Geox–TMC          | 52  |

### Ekipna razvrstitev
| Poz. | Ekipa               | Čas          |
| ---- | ------------------- | ------------ |
| 1    | Geox–TMC            | 254h 32′ 28" |
| 2    | Leopard Trek        | + 10′ 19"    |
| 3    | Euskaltel-Euskadi   | + 16′ 44"    |
| 4    | Team Katusha        | + 43' 18"    |
| 5    | Ag2r-La Mondiale    | + 43′ 27″    |
| 6    | Rabobank            | + 54′ 32″    |
| 7    | Astana              | + 58′ 56″    |
| 8    | Liquigas-Cannondale | + 1h 01′ 51" |
| 9    | Movistar Team       | + 1h 05′ 11″ |
| 10   | Team Sky            | + 1h 09′ 45″ |